# ハイガシラヒメシャクケイ
ハイガシラヒメシャクケイ（学名：Ortalis cinereiceps ）は、 キジ目ホウカンチョウ科に分類される鳥類の一種である。

## 分布
中央アメリカ、パナマから、北西コロンビアに分布する。

## 全長
全長48-60cm。頭から上頸にかけてはやや黒みがかった灰色で、胴体は濃い褐色である。尾は黒緑色で青色の光沢がある。

## 生態
熱帯雨林の茂みや林縁に生息する。主に樹上で生活するが、時々地上に降りる。
果物を主食としている。
繁殖時期は2-5月。茂みの中の木の切り株に枯れ草などを敷いて巣を作り、1腹3個の卵を産む。抱卵期間は約22日である。